# Chaunochiton

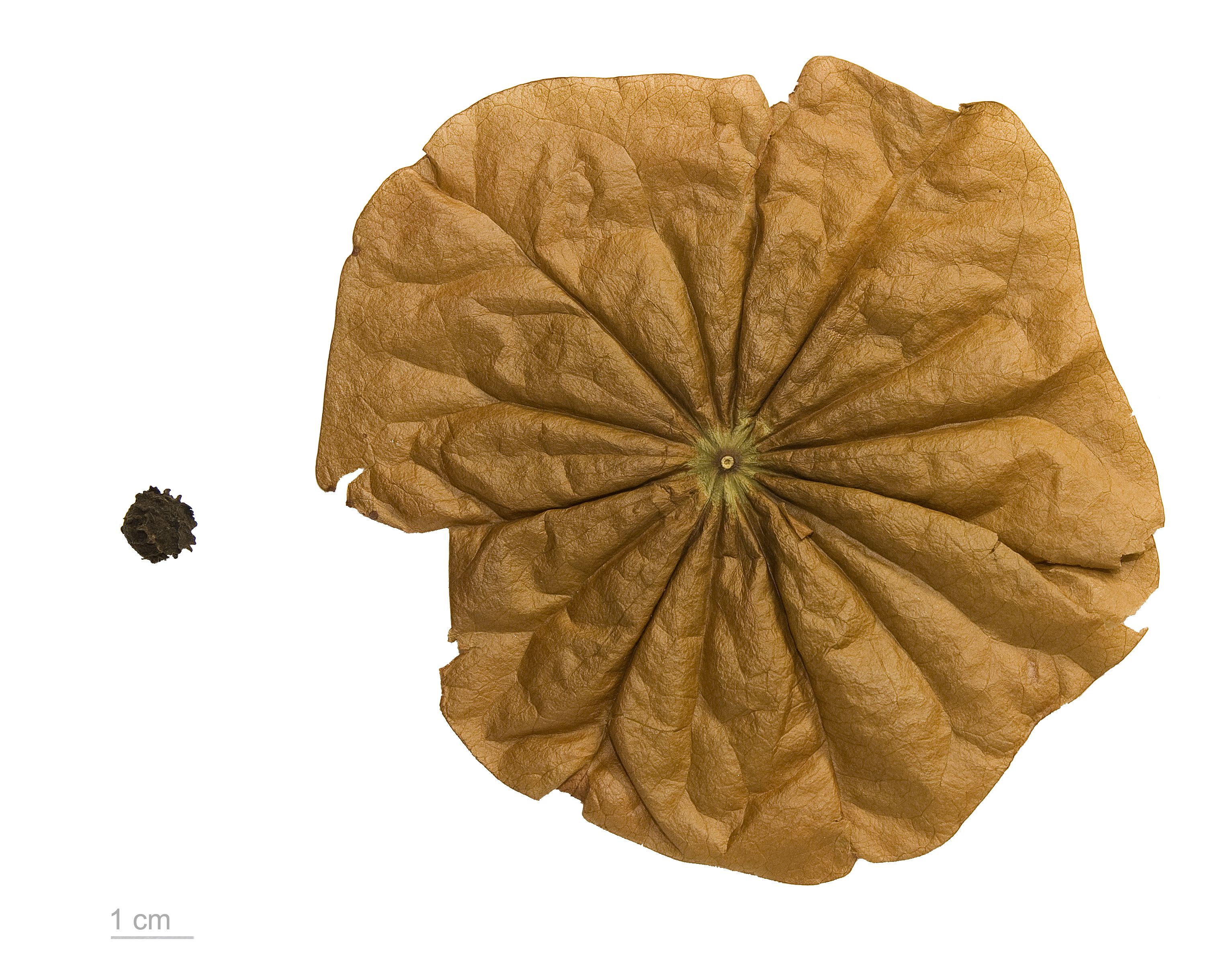
Chaunochiton kappleri

Chaunochiton é um género botânico pertencente à família Olacaceae.

## Espécies
- Chaunochiton angustifolium
- Chaunochiton breviflorum
- Chaunochiton kappleri
- Chaunochiton loranthoides
- Chaunochiton mouririoides
- Chaunochiton purpurascens
- Chaunochiton tubicinum